# Mónica Galán
Mónica Susana Galán (Buenos Aires, 1950. október 16. – Buenos Aires, 2019. január 15.) argentin színésznő.

## Filmjei

### Mozifilmek
- La Mary (1974)
- Últimos días de la víctima (1982)
- Atrapadas (1984)
- Gyilkosság a nemzeti szenátusban (Asesinato en el Senado de la Nación) (1984)
- Los días de junio (1985)
- Te amo (1986)
- Sinfín (1988)
- Kék szemű (Ojos azules) (1989)
- Dios los cría (1991)
- Algunas mujeres (1992, rövidfilm)
- A szív sötét oldala (El lado oscuro del corazón) (1992)
- ¿Dónde estás amor de mi vida que no te puedo encontrar? (1992)
- No te mueras sin decirme adónde vas (1995)
- Ketten egy tangóra (Sus ojos se cerraron y el mundo sigue andando) (1997)
- El impostor (1997)
- Bajo bandera (1997)
- Pequeños milagros (1997)
- Cicatrices (2000)
- Esperando al mesías (2000)
- Un amor de Borges (2000)
- Lejanía (2000, rövidfilm)
- Cabeza de tigre (2001)
- Nadar solo (2003)
- Un mundo menos peor (2004)
- A cada lado (2005)
- El jardín de las hespérides (2005)
- Nővérek (Hermanas) (2005)
- ¿Quién dice que es fácil? (2007)
- No mires para abajo (2008)
- Celo (2008)
- Campo Cerezo (2009)
- Argentino Vargas (2010, rövidfilm)
- El mural (2010)
- El derrotado (2011)

### TV-filmek
- Nueve lunas (1995)
- Hűtlenek (Infieles) (2002)
- Historias de corazón (2013)
- Santos y pecadores (2013)
- Conflictos modernos (2015)

### TV-sorozatok
- Buscavidas (1984, 19 epizódban)
- Tiempo cumplido (1987, 26 epizódban)
- Hombres de ley (1987, egy epizódban)
- Amigos son los amigos (1989, egy epizódban)
- Los otros y nosotros (1989, 89 epizódban)
- El árbol azul (1991)
- Antonella (1991, 191 epizódban)
- Grande Pá! (1992, egy epizódban)
- Tango (1992)
- Flavia, corazón de tiza (1992, 16 epizódban)
- Desde adentro (1992, 19 epizódban)
- Celeste, siempre Celeste (1993, 180 epizódban)
- Zíngara (1996, egy epizódban)
- He-Mosad (1996, 39 epizódban)
- Rostro de venganza (1996)
- Señoras y señores (1997, 19 epizódban)
- Como vos & yo (1998, 99 epizódban)
- Vulnerables (1999, 42 epizódban)
- Buenos vecinos (1999–2000, 306 epizódban)
- Un Cortado (2001, három epizódban)
- Los médicos de hoy 2 (2001, 65 epizódban)
- Tiempo final (2002, egy epizódban)
- Una para todas (2002)
- Los simuladores (2002, egy epizódban)
- Jesús, el heredero (2004, 175 epizódban)
- A szerelem rabjai (Amor en custodia) (2005, hat epizódban)
- Gyilkos nők (Mujeres asesinas) (2005–2006, két epizódban)
- A nyomozó testvérpáros (Hermanos y detectives) (2006), hét epizódban)
- Donne assassine (2008, egy epizódban)
- Mujeres de nadie (2008)
- Malparida (2010, 173 epizódban)
- Gigantes (2011)
- Un año para recordar (2011)
- Dance! (2011, 79 epizódban)
- Lobo (2012, 53 epizódban)